# Epinianá
Epinianá, en grec moderne : Επινιανά, est un village du dème d'Ágrafa dans le district régional d'Eurytanie en Grèce-Centrale.
Selon le recensement de 2011, la population du village compte 151 habitants.